# Funkcjonał Minkowskiego
Funkcjonał Minkowskiego – podaddytywny i dodatnio jednorodny funkcjonał związany z pochłaniającymi i wypukłymi podzbiorami przestrzeni liniowej.

## Definicja
Podzbiór {\displaystyle A} przestrzeni liniowej {\displaystyle X} nazywa się pochłaniającym, gdy dla każdego elementu {\displaystyle x} przestrzeni {\displaystyle X} istnieje taka liczba dodatnia {\displaystyle \alpha ,} że {\displaystyle x\in \alpha A.} Zbiory pochłaniające i wypukłe nazywa się zbiorami Minkowskiego. Jeżeli {\displaystyle A} jest zbiorem Minkowskiego, to funkcjonał
{\displaystyle \mu _{A}\colon X\to [0,\infty )}
określony wzorem
{\displaystyle \mu _{A}(x)=\inf\{\alpha \in (0,\infty )\colon \;x\in \alpha A\},}
nazywa się funkcjonałem Minkowskiego zbioru {\displaystyle A.}

## Własności
Niech {\displaystyle A\subseteq X} będzie zbiorem Minkowskiego. Wówczas
- {\displaystyle \mu _{A}(x+y)\leqslant \mu _{A}(x)+\mu _{A}(y)\;{}} dla {\displaystyle {}\;x,y\in X,}
- {\displaystyle \mu _{A}(\alpha x)=\alpha \mu _{A}(x)\;{}} dla {\displaystyle {}\;x\in X\;{}} oraz {\displaystyle {}\;\alpha \in [0,\infty ),}
- {\displaystyle x\in \alpha A\;{}} dla każdego {\displaystyle {}\;x\in X\;{}} oraz {\displaystyle \alpha >\mu _{A}(x),}
- {\displaystyle \{x\in X\colon \,\mu _{A}(x)<1\}\subseteq A\subseteq \{x\in X\colon \,\mu _{A}(x)\leqslant 1\}.} Ponadto, zbiory {\displaystyle \{x\in X\colon \,\mu _{A}(x)<1\},\{x\in X\colon \,\mu _{A}(x)\leqslant 1\}} są zbiorami Minkowskiego i {\displaystyle \mu _{A}} jest funkcjonałem Minkowskiego każdego z tych zbiorów.

Jeżeli, ponadto, {\displaystyle A} jest zbiorem zbalansowanym, to {\displaystyle \mu _{A}} jest półnormą w przestrzeni {\displaystyle X.}